# Казімежув (Нижньосілезьке воєводство)
Казімежув (пол. Kazimierzów) — село в Польщі, у гміні Борув Стшелінського повіту Нижньосілезького воєводства.
Населення — 39 осіб (2011).
У 1975-1998 роках село належало до Вроцлавського воєводства.

## Демографія
Демографічна структура станом на 31 березня 2011 року:
|          | Загалом | Допрацездатний вік | Працездатний вік | Постпрацездатний вік |
| -------- | ------- | ------------------ | ---------------- | -------------------- |
| Чоловіки | 16      | 2                  | 12               | 2                    |
| Жінки    | 23      | 4                  | 7                | 12                   |
| Разом    | 39      | 6                  | 19               | 14                   |